# Прислоница
Прислоница је насеље у општини Чачак, у Моравичком округу, у Србији. Према попису из 2011. године у месту живи 1424 становника, док је 2022. било 1225 становника (према попису из 1991. било је 1637 становника).
Налази се у подножју планине Вујан. Родно је место Лазара Мутапа. Овде се налази Бојовића кућа која представља споменик културе.
Овде се сваке године одржава манифестација Сабор фрулаша Србије „Ој Мораво”.

## Демографија
У насељу Прислоница по попису из 2002. г. живи 1317 пунолетних становника, а просечна старост становништва износи 43,7 година (42,5 код мушкараца и 44,9 код жена). У насељу има 498 домаћинстава, а просечан број чланова по домаћинству је 3,19.
Ово насеље је великим делом насељено Србима (према попису из 2002. године), а у последња три пописа, примећен је пад у броју становника.
|  |

| Демографија | Демографија | Демографија |
| Година      | Становника  | Становника  |
| ----------- | ----------- | ----------- |
| 1948.       | 2.297       |             |
| 1953.       | 2.183       |             |
| 1961.       | 2.038       |             |
| 1971.       | 1.809       |             |
| 1981.       | 1.735       |             |
| 1991.       | 1.637       | 1.629       |
| 2002.       | 1.591       | 1.615       |
| 2011.       | 1.424       |             |

| Етнички састав према попису из 2002.‍ | Етнички састав према попису из 2002.‍ | Етнички састав према попису из 2002.‍ | Етнички састав према попису из 2002.‍ | Етнички састав према попису из 2002.‍ |
| ------------------------------------ | ------------------------------------ | ------------------------------------ | ------------------------------------ | ------------------------------------ |
|                                      |                                      |                                      |                                      |                                      |
| Срби                                 | Срби                                 |                                      | 1.576                                | 99,05%                               |
| Црногорци                            | Црногорци                            |                                      | 8                                    | 0,50%                                |
| Југословени                          | Југословени                          |                                      | 3                                    | 0,18%                                |
| Хрвати                               | Хрвати                               |                                      | 1                                    | 0,06%                                |
| непознато                            | непознато                            |                                      | 2                                    | 0,12%                                |

| Година пописа     | 1948. | 1953. | 1961. | 1971. | 1981. | 1991. | 2002. |
| ----------------- | ----- | ----- | ----- | ----- | ----- | ----- | ----- |
| Број домаћинстава | 395   | 425   | 465   | 487   | 496   | 489   | 498   |

| Број чланова      | 1   | 2   | 3  | 4  | 5  | 6  | 7  | 8 | 9 | 10 и више | Просек |
| ----------------- | --- | --- | -- | -- | -- | -- | -- | - | - | --------- | ------ |
| Број домаћинстава | 103 | 116 | 65 | 97 | 50 | 52 | 11 | 4 | 0 | 0         | 3,19   |

| Пол    | Укупно | Неожењен/Неудата | Ожењен/Удата | Удовац/Удовица | Разведен/Разведена | Непознато |
| ------ | ------ | ---------------- | ------------ | -------------- | ------------------ | --------- |
| Мушки  | 699    | 199              | 440          | 39             | 18                 | 3         |
| Женски | 682    | 110              | 437          | 121            | 13                 | 1         |
| УКУПНО | 1.381  | 309              | 877          | 160            | 31                 | 4         |

| Пол    | Укупно                    | Пољопривреда, лов и шумарство | Рибарство                            | Вађење руде и камена | Прерађивачка индустрија       |
| ------ | ------------------------- | ----------------------------- | ------------------------------------ | -------------------- | ----------------------------- |
| Мушки  | 375                       | 127                           | 0                                    | 3                    | 119                           |
| Женски | 247                       | 114                           | 0                                    | 0                    | 64                            |
| УКУПНО | 622                       | 241                           | 0                                    | 3                    | 183                           |
| Пол    | Производња и снабдевање   | Грађевинарство                | Трговина                             | Хотели и ресторани   | Саобраћај, складиштење и везе |
| Мушки  | 10                        | 23                            | 36                                   | 4                    | 26                            |
| Женски | 1                         | 3                             | 22                                   | 7                    | 3                             |
| УКУПНО | 11                        | 26                            | 58                                   | 11                   | 29                            |
| Пол    | Финансијско посредовање   | Некретнине                    | Државна управа и одбрана             | Образовање           | Здравствени и социјални рад   |
| Мушки  | 1                         | 6                             | 6                                    | 6                    | 2                             |
| Женски | 1                         | 2                             | 3                                    | 11                   | 13                            |
| УКУПНО | 2                         | 8                             | 9                                    | 17                   | 15                            |
| Пол    | Остале услужне активности | Приватна домаћинства          | Екстериторијалне организације и тела | Непознато            | Непознато                     |
| Мушки  | 2                         | 0                             | 0                                    | 4                    | 4                             |
| Женски | 3                         | 0                             | 0                                    | 0                    | 0                             |
| УКУПНО | 5                         | 0                             | 0                                    | 4                    | 4                             |